# EUROTOX
EUROTOX ist die europäische Dachgesellschaft in der sowohl Toxikologen aus Europa als auch europäische nationale Gesellschaften für Toxikologie vereinigt sind. EUROTOX wurde 1962 in Zürich als European Society for  the Study of Drug Toxicity gegründet. Später wurde der Name geändert.
Der Verein mit Sitz in Basel hat ca. 200 Mitglieder.

## Aktivitäten

### Kongresse
Die Gesellschaft organisiert jährliche Konferenzen.

### Fachzeitschriften
EUROTOX gibt die Zeitschrift Toxicology Letters heraus. Von 1978 bis 1998 erschien einmal im Jahr ein Supplement-Band zu Archives of Toxicology mit einer eigenen ISSN-Nr. (0171-9750), in dem die Proceedings des EUROTOX-Kongresses veröffentlicht wurden.

## Geschichte

### Präsidenten ab 1989
| Name             | Herkunftsland          | Amtszeit    |
| ---------------- | ---------------------- | ----------- |
| Christian Hodel  | Schweiz                | 1989-1990   |
| Guy Dirheimer    | Frankreich             | 1990-1993   |
| Eric Dybing      | Norwegen               | 1993-1996   |
| Hermann Bolt     | Deutschland            | 1996-1998   |
| Ernie Harpur     | Vereinigtes Königreich | 1998-2000   |
| Alan Boobis      | Vereinigtes Königreich | 2000-2002   |
| Rober Kroes      | Niederlande            | 2002-2004   |
| Herman Autrup    | Dänemark               | 2004-2006   |
| Corrado L. Galli | Italien                | 2006-2008   |
| Jyrki Liesivouri | Finnland               | 2008-2010   |
| Nancy Claude     | Frankreich             | 2010-2012   |
| Ruth Roberts     | Vereinigtes Königreich | 2012 - 2014 |